# Alessio Soley
Alessio Soley (Savigliano, 20 luglio 1884 – Torino, 7 ottobre 1947) è stato un basso italiano.

## Biografia
Alessio Soley nacque a Savigliano (CN) il 20 luglio 1884. Studiò canto a Torino con il M° Rissone. Debuttò al teatro di Pietrasanta nel 1909 in Rigoletto e Un ballo in maschera di Giuseppe Verdi. Si è successivamente specializzato come basso comico, svolgendo una brillante carriera che lo portò a cantare nei maggiori teatri d'Europa ed al Teatro Reale de Il Cairo, in Libia, Tunisia ed Algeria. Cantante dal repertorio enorme cantò addirittura 645 volte nelle vesti di Don Bartolo ne Il barbiere di Siviglia di Gioachino Rossini. Fu espressamente richiesto dal M° Umberto Giordano per la parte di Mathieu il Sanculotto nell'opera Andrea Chénier.
Fu uno dei protagonisti della prima opera trasmessa dalla Radio Italiana nel 1929 ne La serva padrona di Giovanni Battista Pergolesi. Ha cantato in diverse prime rappresentazioni d'opera in Italia: Il barbiere di Siviglia di Leopoldo Cassone (Torino - 1922); L'amoroso fantasma di Giulio Gedda (Torino - 1931); La Grançeola di Adriano Lualdi (Napoli - 1932). Ha cantato alla Radio in due opere del M° A. La Rosa Parodi: Il mercante e L'Avvocato. Sposò la cantante Smeralda Smeraldi da cui ebbe un figlio: Tommaso, nato il 5/7/1916,  noto compositore e tenore.